# AC Milan in het seizoen 1993/94
Dit artikel beschrijft de prestaties van de Italiaanse voetbalclub AC Milan in het seizoen 1993/94, waarin de club de UEFA Champions League won en voor de derde keer op rij de landstitel veroverde.

## Spelerskern
| Naam                  | Nationaliteit     | Geboortedatum | Vorige club         |
| --------------------- | ----------------- | ------------- | ------------------- |
| Keepers               |                   |               |                     |
| Sebastiano Rossi      | Italië            | 20-07-1964    | Cesena              |
| Francesco Antonioli   | Italië            | 14-09-1969    | Modena              |
| Mario Ielpo           | Italië            | 08-06-1963    | Cagliari            |
| Verdedigers           |                   |               |                     |
| Franco Baresi         | Italië            | 08-05-1960    | /                   |
| Alessandro Costacurta | Italië            | 24-04-1966    | /                   |
| Marcel Desailly       | Frankrijk / Ghana | 07-09-1968    | Olympique Marseille |
| Filippo Galli         | Italië            | 19-05-1963    | Pescara             |
| Paolo Maldini         | Italië            | 26-06-1968    | /                   |
| Stefano Nava          | Italië            | 19-02-1969    | Parma               |
| Massimo Oddo          | Italië            | 14-06-1976    | /                   |
| Alessandro Orlando    | Italië            | 01-06-1970    | Udinese             |
| Christian Panucci     | Italië            | 12-04-1973    | Genoa               |
| Mirco Sadotti         | Italië            | 18-05-1975    | /                   |
| Mauro Tassotti        | Italië            | 19-01-1960    | Lazio               |
| Middenvelders         |                   |               |                     |
| Demetrio Albertini    | Italië            | 23-08-1971    | Padova              |
| Zvonimir Boban        | Kroatië           | 08-10-1968    | Bari                |
| Angelo Carbone        | Italië            | 23-03-1968    | Napoli              |
| Francesco Cozza       | Italië            | 19-01-1974    | /                   |
| Fernando De Napoli    | Italië            | 15-03-1964    | Napoli              |
| Roberto Donadoni      | Italië            | 09-09-1963    | Atalanta            |
| Stefano Eranio        | Italië            | 29-12-1966    | Genoa               |
| Cristian Pallanch     | Italië            | 11-03-1974    | /                   |
| Dejan Savićević       | Joegoslavië       | 15-09-1966    | Rode Ster Belgrado  |
| Aanvallers            |                   |               |                     |
| Brian Laudrup         | Denemarken        | 22-02-1969    | Fiorentina          |
| Gianluigi Lentini     | Italië            | 27-03-1969    | Torino              |
| Daniele Massaro       | Italië            | 23-05-1961    | AS Roma             |
| Jean-Pierre Papin     | Frankrijk         | 05-11-1963    | Olympique Marseille |
| Florin Răducioiu      | Roemenië          | 17-03-1970    | Brescia             |
| Marco Simone          | Italië            | 07-01-1969    | Como                |
| Marco van Basten      | Nederland         | 31-10-1964    | Ajax                |

- = Aanvoerder
- = Blessure

### Technische staf
|                 |                      |               |
| Functie         | Naam                 | Nationaliteit |
| Coach           | Fabio Capello (foto) | Italië        |
| Assistent-coach | Italo Galbiati       | Italië        |
| Keeperstrainer  | Roberto Negrisolo    | Italië        |
| Teammanager     | Silvano Ramaccioni   | Italië        |

## Resultaten
| Serie A  | Coppa Italia | Supercoppa | Champions League | UEFA Super Cup      | Wereldbeker         |
| -------- | ------------ | ---------- | ---------------- | ------------------- | ------------------- |
|          |              |            |                  |                     |                     |
| Kampioen | 1/8 finale   | Winnaar    | Winnaar          | Verliezend finalist | Verliezend finalist |

## Uitrustingen
Hoofdsponsor: Motta

Sportmerk: Lotto
| Thuis | Uit | Alternatief | Finale Champions League | Doelman | Doelman |

## Transfers

### Zomer
| Naam               | Nationaliteit        | Van/naar   | Type           |
| ------------------ | -------------------- | ---------- | -------------- |
| Inkomend           |                      |            |                |
| Angelo Carbone     | Italië               | Napoli     | Gekocht        |
| Mario Ielpo        | Italië               | Cagliari   | Gekocht        |
| Brian Laudrup      | Denemarken           | Fiorentina | Gekocht        |
| Alessandro Orlando | Italië               | Udinese    | Gekocht        |
| Christian Panucci  | Italië               | Genoa      | Gekocht        |
| Florin Răducioiu   | Roemenië             | Brescia    | Gekocht        |
| Uitgaand           |                      |            |                |
| Aldo Serena        | Italië               |            | Einde carrière |
| Carlo Cudicini     | Italië               | Como       | Verkocht       |
| Davide Dionigi     | Italië               | Vicenza    | Verkocht       |
| Alberigo Evani     | Italië               | Sampdoria  | Verkocht       |
| Enzo Gambaro       | Italië               | Napoli     | Verkocht       |
| Ruud Gullit        | Nederland / Suriname | Sampdoria  | Verkocht       |
| Frank Rijkaard     | Nederland / Suriname | Ajax       | Verkocht       |
| Martino Traversa   | Italië               | Bologna    | Verkocht       |

### Winter
| Naam                | Nationaliteit     | Van/naar            | Type     |
| ------------------- | ----------------- | ------------------- | -------- |
| Inkomend            |                   |                     |          |
| Marcel Desailly     | Frankrijk / Ghana | Olympique Marseille | Gekocht  |
| Uitgaand            |                   |                     |          |
| Francesco Antonioli | Italië            | Pisa                | Verkocht |

## Serie A

### Eindstand
|     | Team              | Ptn | Wed | W  | G  | V  | DV | DT |
| --- | ----------------- | --- | --- | -- | -- | -- | -- | -- |
| 1.  | AC Milan          | 50  | 34  | 19 | 12 | 3  | 36 | 15 |
| 2.  | Juventus FC       | 47  | 34  | 17 | 13 | 4  | 58 | 25 |
| 3.  | Sampdoria Genua   | 44  | 34  | 18 | 8  | 8  | 64 | 39 |
| 3.  | Lazio Roma        | 44  | 34  | 17 | 10 | 7  | 55 | 40 |
| 5.  | AC Parma          | 41  | 34  | 17 | 7  | 10 | 50 | 35 |
| 6.  | SSC Napoli        | 36  | 34  | 12 | 12 | 10 | 41 | 35 |
| 7.  | AS Roma           | 35  | 34  | 10 | 15 | 9  | 35 | 30 |
| 8.  | Torino Calcio     | 34  | 34  | 11 | 12 | 11 | 39 | 37 |
| 9.  | US Foggia         | 33  | 34  | 10 | 13 | 11 | 46 | 46 |
| 10. | US Cremonese      | 32  | 34  | 9  | 14 | 11 | 41 | 41 |
| 10. | Genoa CFC         | 32  | 34  | 8  | 16 | 10 | 32 | 40 |
| 10. | Cagliari Calcio   | 32  | 34  | 10 | 12 | 12 | 39 | 48 |
| 13. | Internazionale 1. | 31  | 34  | 11 | 9  | 14 | 46 | 45 |
| 13. | AC Reggiana       | 31  | 34  | 10 | 11 | 13 | 29 | 37 |
| 15. | Piacenza Calcio   | 30  | 34  | 8  | 14 | 12 | 32 | 43 |
| 16. | Udinese Calcio    | 28  | 34  | 7  | 14 | 13 | 35 | 48 |
| 17. | Atalanta Bergamo  | 21  | 34  | 5  | 11 | 18 | 35 | 65 |
| 18. | US Lecce          | 11  | 34  | 3  | 5  | 26 | 28 | 72 |

1. Inter won dit seizoen de UEFA Cup en is daardoor als titelverdediger geplaatst voor de UEFA Cup 1994/95.
| Uitleg kleuren |
| Kampioen       |
| EC II          |
| UEFA Cup       |
| Serie B        |

## Afbeeldingen

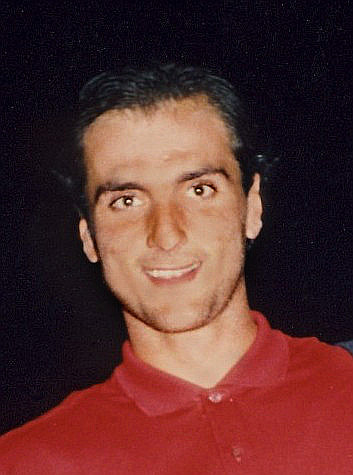
Sebastiano Rossi (doelman)
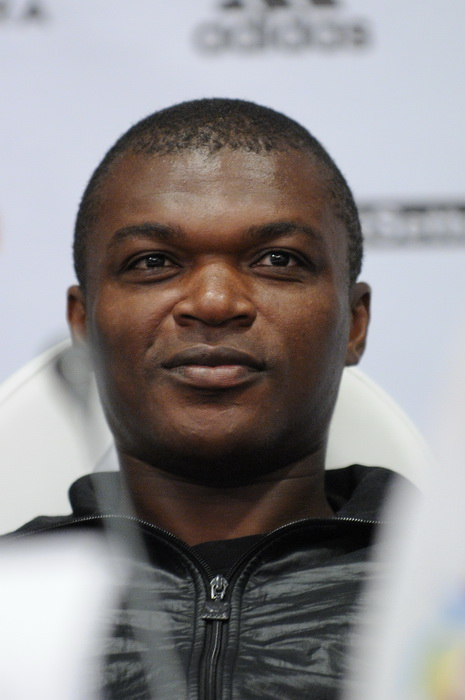
/ Marcel Desailly (verdediger)
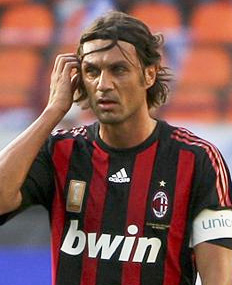
Paolo Maldini (verdediger)
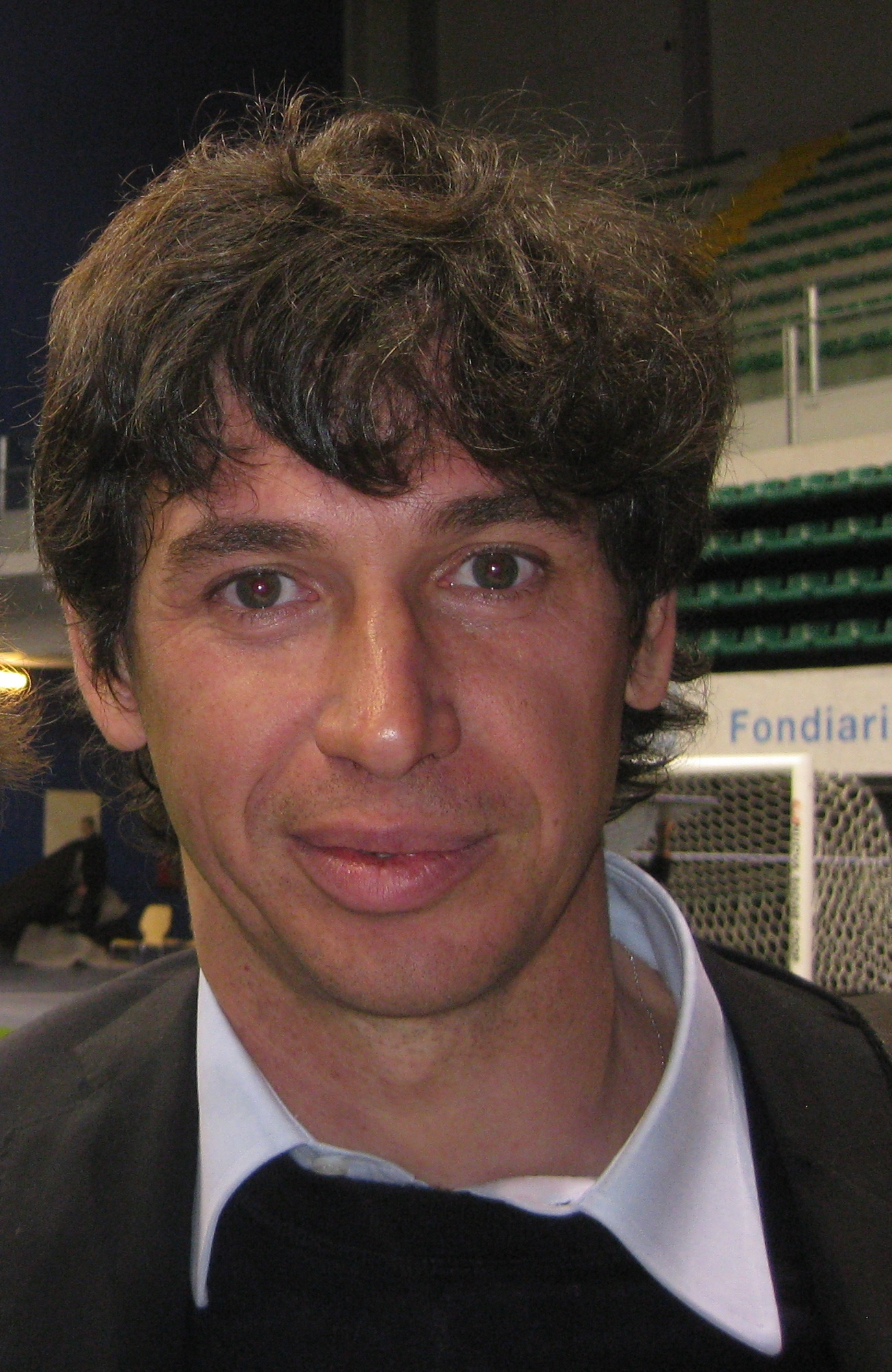
Demetrio Albertini (middenvelder)
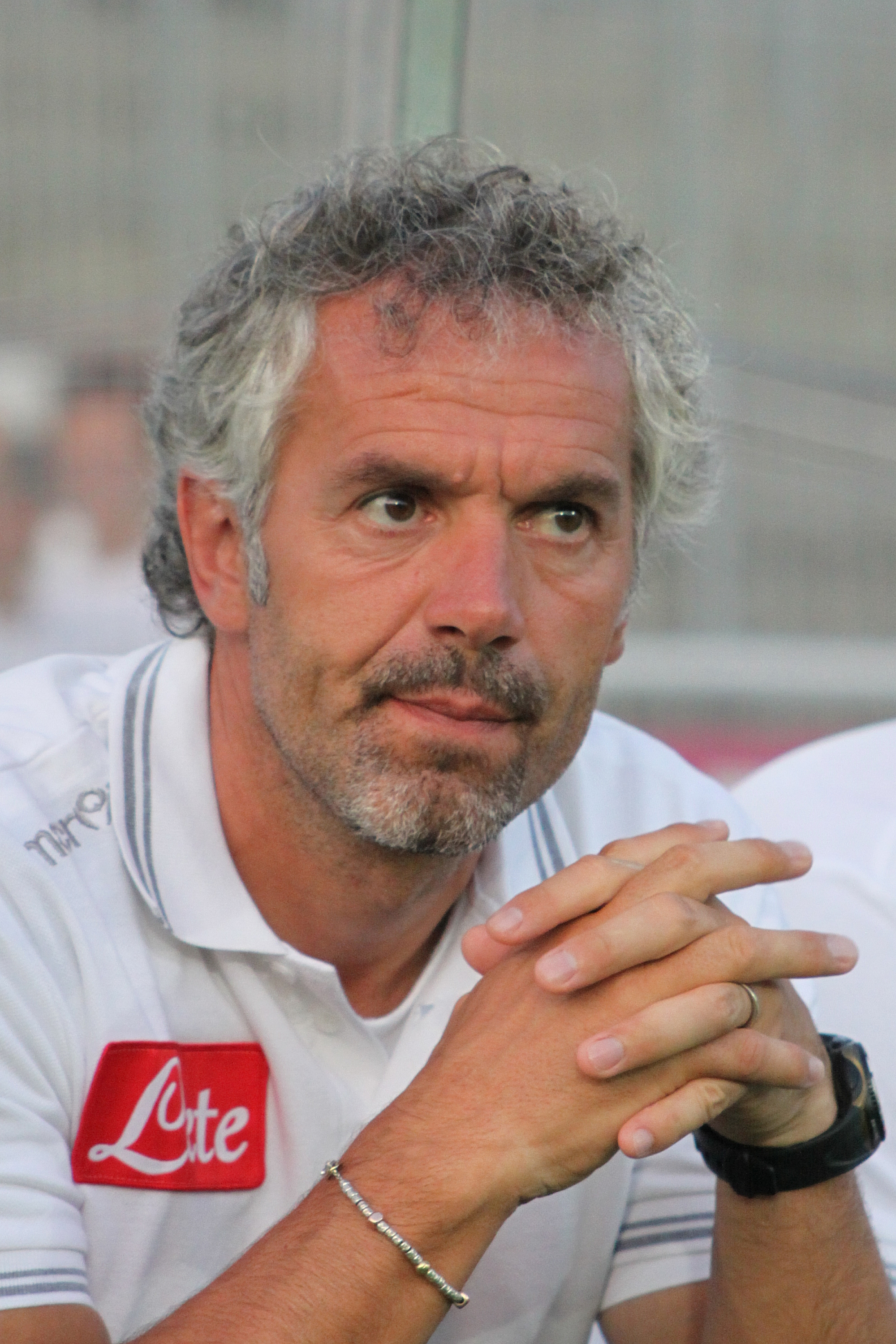
Roberto Donadoni (middenvelder)
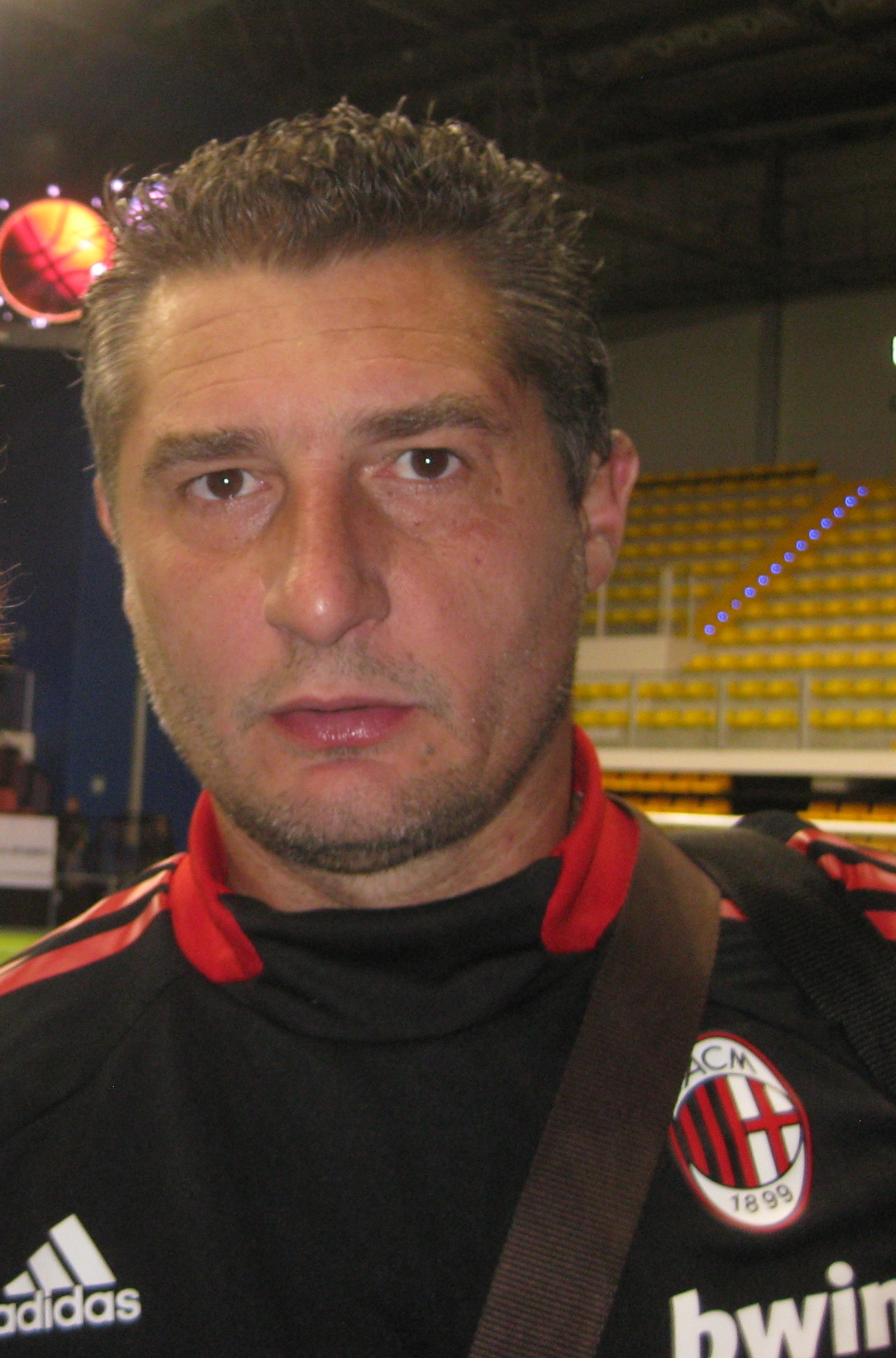
Daniele Massaro (aanvaller)
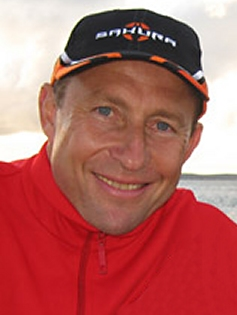
Jean-Pierre Papin (aanvaller)